# Rio Tapanahoni
O rio Tapanahoni é um rio importante na parte sudeste do Suriname, América do Sul. O rio nasce na parte sul das montanhas Eilerts de Haan, perto da fronteira com o Brasil . Ele se junta ao rio Maroni em um lugar chamado Stoelmanseiland . A montante, existem muitas aldeias habitadas pelos índios Tiriós, enquanto as aldeias mais a jusante são habitadas pelos ameríndios uaianas e Marrons Ndiuca .

## Aldeias ao longo do rio

### Habitado por Tiriiós
- Aloepi 1 &amp; 2
- Palumeu
- Pelelu Tepu

### Habitado por Ndiuca
- Diitabiki
- Deus Holo [1]
- moitaki
- Poeketi

### Habitado por Uaiana
- Apetite